# サンデン・ビジネスアソシエイト
サンデン・ビジネスアソシエイト株式会社（英：Sanden Business Associate Corporation）は、かつて存在したサンデンホールディングスの事業子会社である。

## 概要
前述のとおり、サンデンホールディングスの事業子会社（シェアード サービス・ロジスティクス）であり、警備業、建設業、労働者派遣事業、有料職業紹介事業、通関業、保税蔵置場を有していた。
2022年1月、サンデンホールディングスに吸収合併された。

## 沿革
- 1990年（平成2年）- サンデンファシリティ株式会社として設立。
- 2019年（令和元年）- サンデン・ビジネスエキスパート株式会社、三共興産株式会社を吸収合併し、商号をサンデン・ビジネスアソシエイト株式会社に変更。
- 2020年（令和2年）
  - 3月 - 通関業許可・保税蔵置場許可を取得。
  - 7月 - 第一種貨物利用運送事業（関東運輸局）登録。
- 2022年（令和4年）1月1日 - 親会社であるサンデンホールディングスに吸収合併[1]。